# Pilar Carvallo
Pilar Carvallo de Saint-Quentin es una genetista chilena, experta en Biología Molecular y Genética Molecular Humana.

## Biografía
Nació en Santiago de Chile, y obtuvo la Licenciatura en Biología, Facultad de Ciencias, Universidad de Chile en 1980. Luego obtuvo su PhD en Ciencias con mención en Biología, Facultad de Ciencias, Universidad de Chile en 1987. Más tarde entre 1987 y 1989 realizó su postdoctorado en el National Institutes of Health, Maryland, USA.
Actualmente es profesora asociada del Departamento de Biología Celular y Molecular de la Facultad de Ciencias Biológicas en la Pontificia Universidad Católica de Chile, y dirige el Laboratorio de Genética Humana del mismo departamento. Además integra el Comité Internacional de Expertos que asesora al Servicio Médico Legal de Chile. Esta comisión asesora al Servicio Médico Legal (SML) en la identificación de restos humanos de detenidos desaparecidos, entre septiembre de 1973 y marzo de 2000, y en el proceso de acreditación de los laboratorios de Antropología Forense y Genética de este servicio.

## Proyectos
- Participación de genes supresores de tumores en cáncer de mama hereditario: mutaciones en genes, metilación de promotores y deleciones genómicas.
- Búsqueda de mutaciones en los genes BRCA1 y BRCA2, en pacientes con cáncer de mama hereditario.[3]
- Caracterización Genético-Molecular de poblaciones humanas prehistóricas y actuales del norte de Chile.
- Estudios de las bases moleculares de la deficiencia de hormona de crecimiento en pacientes chilenos.

## Organizaciones
Su pasión por combatir este cáncer la ha llevado a participar en:
- Sociedad de Bioquímica y Biología Molecular de Chile[4]
- Programa Latinoamericano del Genoma Humano (PLAGH)
- Directorio de la Red Latinoamericana de Genética Humana (RELAGH) - miembro

## Publicaciones delLaboratorio de Genética Molecular Humanade la PUC
- Tapia T, Smalley SV, Kohen P, Muñoz A, Solís LM, Corvalán A, Faúndez P, Devoto L, Camus M, Álvarez M, Carvallo P. Promoter hypermethylation of BRCA1 correlates with absence of expression in hereditary breast cancer tumors. Epigenetics. 2008 mayo-junio; 3 (3): 157-63. 2008

- Zárate A, Alvarez K, Wielandt AM, Hevia M, De la Fuente M, Carvallo P, López-Köstner F. Hereditary non-polyposis colorectal cancer. Report of four siblings. Rev Med Chil. junio; 136 (6): 757-62. 2008

- Tapia T, Sánchez A, Vallejos M, Alvarez C, Moraga M, Smalley S, Camus M, Alvarez M, Carvallo P. ATM allelic variants associated to hereditary breast cancer in 94 Chilean women: susceptibility or ethnic influences? Breast Cancer Res Treat. Enero; 107 (2): 281-8. 2008

- De la Fuente MK, Álvarez KP, Letelier AJ, Bellolio F, Acuña ML, León FS, Pinto E, Carvallo P, López-Köstner F. Mutational screening of the APC gene in Chilean families with familial adenomatous polyposis: nine novel truncating mutations. Dis Colon Rectum. diciembre ; 50 (12): 2142-8. 2007

- Moraga,M, Santoro, C , Standem,V, CARVALLO, P, Rothhammer, F. Microevolution in Prehistoric Andean Populations: Chronologic mtDNA variation in the Desert Valleys of Northern Chile. Am. J. Phys. Anthropol. junio; 127 ( 2): 170-81. 2005

- Gallardo M, Faúndez P, Cruz A , Rodriguez, M, Álvarez M, CARVALLO, P. Determinación de una mutación en el gen brca1 en una familia que presenta cáncer de mama hereditario. Rev. Med. De Chile 132: 203-210. 2004